# 1 (álbum de Zara Larsson)
1 es el primer álbum de estudio de la cantante sueca Zara Larsson, lanzado el 1 de octubre de 2014 a través del sello discográfico Ten Music Group y Universal Music Group.
Para promocionar el álbum, TEN y Universal lanzaron cuatro sencillos: «Bad Boys», «Carry You Home», «Rooftop» y «Weak Heart». El álbum recibió la certificación de Platino por la Asociación Sueca de la Industria de la Grabación.

## Recepción

### Comentarios de la crítica
Kyle Copier de A Music Blog, Yea? otorgó al álbum 1 una opinión muy positiva, afirmando que «a pesar de que sus colegas, aún más adultos, con una trayectoria amplia, por lo general carecen de emoción, en cambio Larsson presenta un cambio de tono de confianza que va de ex novia a ex amante en su canción She's Not Me, Pt. 1 & 2 que es escalofriante». Copier elogió la tonalidad de su voz por estar más allá de su edad. Copier finalizó su reseña escribiendo: «por ahora, ella es una artista emocionante, joven e impresionante, con un techo que no se ha visto antes y un debut asesino - Estoy seguro de que eso va a hacer un trabajo mucho mejor para mantener los ojos sobre Zara Larsson de aquí en adelante». Press Play OK comentó una reseña mixta, escribiendo: «las canciones de Larsson desafortunadamente se sienten desprovistas de cualquier sustancia basada en la experiencia de la vida». Concluyó que las canciones: «Skippin a Beat presenta influencias del estilo musical de Olly Murs, mientras que Rooftop es simplista».

### Desempeño comercial
1 contó con una mediana recepción comercial en algunos países de Europa. Alcanzando la posición número 33 en Dinamarca, el puesto número 28 en Noruega y se posicionó en el primer lugar del conteo de la lista Sverigetopplistan de Suecia, su país natal.

## Lista de canciones
- Edición estándar

| N.º   | Título                    | Escritor(es)                                                         | Productor(es)                   | Duración |  |
| 1.    | «Skippin a Beat»          | Jacob Kasher · Rickard Göransson · Tove Lo · Kevin Figs · Teddy Pena | O.C · Figs                      | 2:43     |  |
| 2.    | «Wanna Be Your Baby»      | Claude Kelly · Marcus "Mack" Sepehrmanesh · Colin Norman             | Norman · Kelly · Robert Habolin | 3:04     |  |
| 3.    | «Rooftop»                 | Mack · Göransson · Mathieu Jomphe · Nick Ruth                        | Billboard · Ruth · Mack         | 3:59     |  |
| 4.    | «Never Gonna Die»         | Ethan "Baby E" Lowery · Tommy Tysper                                 | Tysper · A.C.                   | 3:46     |  |
| 5.    | «Carry You Home»          | Elof Loelv                                                           | Loelv                           | 4:14     |  |
| 6.    | «Can't Hold Back»         | Ashley Rose · Melvin Hough II · Rivelino Wouter                      | Mel & Mus · Habolin             | 3:40     |  |
| 7.    | «Weak Heart»              | Mack · Robert Habolin · Patrizia Helander                            | Loelv · Habolin                 | 2:59     |  |
| 8.    | «If I Was Your Girl»      | Mack · Tim Denéve · Ted Krotkiewski                                  | JUNGLE · Mack                   | 2:39     |  |
| 9.    | «Secret»                  | Elina Stridh · Simon Hassle · Benjamin Johansson · Grace Tither      | Hassle · Johansson              | 2:43     |  |
| 10.   | «Endless»                 | Erik Hassle · Daniel Ledinsky · Andre Price                          | Grizzly                         | 2:46     |  |
| 11.   | «Still in My Blood»       | Alx Reuterskiöld · Kim Wennerström                                   | Habolin                         | 3:11     |  |
| 12.   | «Uncover»                 | Mack · Habolin · Gavin Jones                                         | Habolin · Erik Arvinder         | 3:34     |  |
| 13.   | «Bad Boys»                | Mack                                                                 | Loelv · Mack · Habolin          | 2:09     |  |
| 14.   | «She's Not Me, Pt. 1 & 2» | Naiv · Mack                                                          | Mack ·Naiv                      | 5:33     |  |
| 47:00 |                           |                                                                      |                                 |          |  |

## Posicionamiento en las listas

### Semanales
| País      | Lista             | Mejor posición |           |
| 2014-2015 | 2014-2015         | 2014-2015      | 2014-2015 |
| --------- | ----------------- | -------------- | --------- |
| Europa    |                   |                |           |
| Dinamarca | Hitlisten         | 33             |           |
| Noruega   | VG-lista          | 28             |           |
| Suecia    | Sverigetopplistan | 1              |           |

### Fin de año
| País   | Lista             | Mejor posición |      |
| 2014   | 2014              | 2014           | 2014 |
| ------ | ----------------- | -------------- | ---- |
| Europa |                   |                |      |
| Suecia | Sverigetopplistan | 59             |      |

## Historial de lanzamientos
| País      | Fecha                | Formato               | Discográfica       | Ref.   |
| --------- | -------------------- | --------------------- | ------------------ | ------ |
| Suecia    | 1 de octubre de 2014 | CD y descarga digital | Universal · TEN    | [ 13 ] |
| Dinamarca | 6 de octubre de 2014 | Descarga digital      | Epic Records · TEN | [ 14 ] |
| Noruega   | 6 de octubre de 2014 | Descarga digital      | Epic Records · TEN | [ 15 ] |

## Créditos y personal
| Artistas y músicos - Zara Larsson - Voz - Mel & Mus - Todos los instrumentos (pista 6) Producción - AC - Producción (pista 4) - Nicki Adamsson - Ingeniería vocal (pista 3) - Erik Arvinder - Grabación de cuerdas (pista 12) & arreglo de cuerdas (pista 12) - Billboard - Producción (pista 3) - Adel Dahdal - Mezclador (pista 9) - Björn Engelmann - Masterización (pistas 12, 14) - Kevin Figs - Producción (pista 1) - Chris Gehringer - Masterización (pistas 1-11, 13) - Serban Ghenea - Mezclador (pista 4) - Grizzly - Producción (pista 10) & mezclador (pista 10) - Ola Håkansson - Producción ejecutiva - Robert Habolin - Producción (pistas 2, 11-12), producción vocal (pistas 6-7, 13), grabación vocal (pistas 6-7, 13), mezcla (pistas 6, 11-12) & grabación (pista 12) - John Hanes - Diseñador para la mezcla - Simon Hassle - Producción (pista 9) - Benjamin Johansson - Producción (pista 9) - JUNGLE - Producción (pista 8) & mezcla (pista 8) | - Zara Larsson - Producción ejecutiva - Elof Loelv - Producción (pistas 5, 7, 13) & mezclador (pistas 5, 7, 13) - Mack - Producción ejecutiva, producción (pista 14), producción vocal (pistas 1, 3, 8, 13) & grabación vocal (pistas 1, 13) - Erik Madrid - Mezclador (pista 3) - Mel & Mus - Producción (pista 6) - Naiv - Producción (pista 14) & mezclador (pista 14) - Nicki & Hampus - Mezcla (pista 1) - Colin Norman - Producción (pista 2) - O.C. - Producción (pista 1) - Daniela Rivera - Ingeniería adicional (pista 2) - Nick Ruth - Producción (pista 3) - Phil Tan - Mezcla (pista 2) - Tommy Tysper - Producción (pista 4) - Vincent Vu - Ayudante de mezcla (pista 3) Diseño y gestión - Linnea Aarflot - Dirección artística - Atena Banisaid - Gestión de productos - Fredrik Etoall - Fotografía - Mack - A&R - Emma Svensson - Fotografía |

Nota: Créditos adaptados a la edición estándar del álbum.